# Klaus von Krosigk
Pour les articles homonymes, voir Krosigk.
Klaus-Henning von Krosigk (né le 3 septembre 1945 à Halle-sur-Saale) est un historien allemand des jardins et ancien directeur de l'horticulture à l'Office d'État des monuments historiques de Berlin.

## Biographie
Klaus von Krosigk est le fils du gestionnaire forestier Henning von Krosigk (de) et obtient en 1970 son abitur au Collège westphalien de Paderborn. De 1970 à 1976, il étudie l'architecture des jardins, l'histoire des jardins et l'histoire de l'art à l'Université de Hanovre et obtient un diplôme d'ingénieur. À partir de 1978, il crée le premier département spécialisé pour la Conservation des jardins historiques (de) en République fédérale d'Allemagne à Berlin et devient directeur de l'horticulture à Berlin (retraité depuis septembre 2011) Depuis 1993, il est membre du Comité International des Jardins et Paysages Historiques (ICOMOS-IFLA). De 2008 à octobre 2014, il est président de la Société allemande pour l'art des jardins et la culture du paysage (de) (DGGL). Avant cela, il préside pendant 10 ans le groupe de travail « Jardins historiques » de la DGGL. En 1994, il est nommé conservateur d'État adjoint de Berlin. En 2006, il obtient son doctorat sur l'histoire de la préservation des monuments du jardin de Berlin. Depuis 2009, von Krosigk succède à Gebhard comte Hardenberg en tant que président de la section Brandebourg de l'Association allemande des châteaux (de).
Il est considéré comme le fondateur de la préservation des monuments de jardin en République fédérale d'Allemagne, succédant à Dieter Hennebo (de) et publie de nombreuses publications spécialisées en Allemagne et à l'étranger. Von Krosigk est membre de la Commission scientifique de la Fondation allemande pour la protection des monuments.
Depuis 1983, Krosigk occupe plusieurs postes d'enseignant dans diverses universités et écoles techniques allemandes.

## Prix
- 1988 : Premio Pardes Citta di Palerme
- 2002 : Croix fédérale du mérite

## Publications
- mit Heinz Wiegand: Glienicke, 3. Auflage. Haude und Spener, Berlin 1992,  (ISBN 3-7759-0376-3).
- als Konzeptions- und Ideengeber: Gartenkunst in Berlin. 20 Jahre Gartendenkmalpflege in der Metropole, Landesdenkmalamt Berlin, Berlin  1999,  (ISBN 3-89541-145-0).
- Martina Gaß, Klaus-Henning von Krosigk, Maren von Bismarck: Briest und Burgstall. in: Schlösser und Gärten in Sachsen-Anhalt, Heft 19, 3. Auflage, Hrsg. Deutsche Gesellschaft e. V. mit Sitz in Berlin, 2020,  (ISBN 978-3-941675-06-3)

## Film
- Berlin – Ein Garten. Historisches Grün für alle. Dokumentarfilm, Deutschland, 2011, 43 min 40 s, Buch und Regie: Sabine Carbon, Produktion: rbb, Erstsendung: 3. Oktober 2011 bei rbb, Inhaltsangabe von ARD. 
 Krosigk erläutert auf einer Stadtrundfahrt für Kollegen einige Berliner Grün- und Gartenanlagen. Die Dokumentation erhielt 2012 den Journalistenpreis des Comité national allemand pour la protection des monuments (de).